# NemRefusion
NemRefusion er en dansk internetbaseret indberetningsløsning til sygedagpenge, barseldagpenge, løntilskud og fleksjob.
Det er gennem NemRefusion at virksomheder, selvstændige og A-kasser skal anmelde og anmode om refusion af syge- og barseldagpenge. Kommunerne og Udbetaling Danmark kan derefter automatisk hente indberetningerne direkte ind i deres fag- og ESDH-systemer.
NemRefusion modtager ca. 1.600.000 indberetninger fra virksomheder i Danmark om året.
KOMBIT har udviklet løsningen. Efter oprettelsen af Udbetaling Danmark er de ligeledes involveret i forvaltning af løsningen i samarbejde med KL og Beskæftigelsesministeriet. 